# Колбэк, Джек
Джек Рэймонд Колбэк (англ. Jack Raymond Colback; род. 24 октября 1989 года, Ньюкасл-апон-Тайн, Англия) — английский футболист, полузащитник клуба «Ноттингем Форест».

## Клубная карьера

### «Сандерленд» и аренда в «Ипсвич Таун»
Колбэк родился в городе Ньюкасл-апон-Тайн, графство Тайн-энд-Уир, Англия. Воспитанник футбольной академии клуба «Сандерленд». Начал заниматься футболом с 10 лет. Играл в молодёжном составе клуба с 1999 по 2008 годы. 30 мая 2008 года Колбэк подписал профессиональный контракт с клубом и перешёл в первый состав.
Спустя некоторое время, главный тренер клуба Стив Брюс объявил о своём намерении отправить Колбэка в аренду. 6 августа 2009 года Колбэк на правах аренды перешёл в «Ипсвич Таун» до января 2010 года. Дебютировал в составе «Ипсвич Таун» в матче Кубка Футбольной лиги против «Шрусбери Таун». В Футбольной лиге дебютировал в матче против «Вест Бромвич Альбион». Свой первый гол забил в матче против «Блэкпул». В январе 2010 года срок аренды был продлён до конца сезона 2009/10. Колбэк был признан лучшим игроком клуба в сезоне 2009/10 .
В конце сезона Колбэк вернулся в «Сандерленд» и дебютировал в Премьер-лиге, выйдя на замену в матче против «Вулверхэмптон Уондерерс». Однако, далее Колбэк больше на поле не выходил и 15 октября 2010 года был повторно отдан в аренду в «Ипсвич Таун». Вернулся с аренды 6 января 2011 года.
После возвращения с аренды Колбэк стал получать больше игрового времени. Свой первый после возвращения матч Колбэк сыграл 8 января, где «Сандерленд» встретился с «Ноттс Каунти» в третьем раунде Кубка Англии. 16 января Колбэк вышел на замену в матче против «Ньюкасл Юнайтед», за который Колбэк болел в детстве. 5 марта Колбэк также вышел на замену во втором тайме матча против лондонского «Арсенала». 16 апреля Колбэк впервые после возвращения с аренды вышел в матче Премьер-лиги против «Бирмингем Сити». На следующей неделе Колбэк сыграл против «Уиган Атлетик», «Сандерленд» выиграл эту встречу со счётом 4:1. Колбэк также показал хорошую игру в следующих матчах против «Болтон Уондерерс» и «Вест Хэм Юнайтед», и завершил сезон на хорошей ноте, прочно закрепившись в основном составе.
В сезоне 2011/12 Колбэк стал также часто выходить на позицию левого защитника. 26 декабря 2011 года в матче против «Эвертона» Колбэк забил свой первый гол после возвращения с аренды. 3 января получил травму в матче против «Уиган Атлетик» и выбыл из строя на несколько недель. 5 января 2012 Колбэк продлил свой контракт с клубом на два года.
Ближе к истечению срока контракта Колбэка «Сандерденд» вёл долгие переговоры с игроком, но Колбэк не хотел продлевать контракт с клубом. В это же время игроком заинтересовались несколько клубов Премьер-лиги, но «Сандерленд» отказывал всем подряд в надежде на то, что им удастся оставить Колбэка в клубе.

### «Ньюкасл Юнайтед»
9 июня 2014 года Колбэк перешёл в «Ньюкасл Юнайтед» в качестве свободного агента. Он был вторым по счёту игроком, который прибыл в «Ньюкасл» из «Сандерленда», вечного соперника и заклятого врага «сорок». «Первопроходцем» был Лионель Перес в 1998 году. Как сторонник «Ньюкасла», Колбэк признал, что отныне болельщики «Сандерленда» будут «ненавидеть его на всю оставшуюся жизнь». Со своей стороны, «Сандерленд» признал, что переход Колбэка в стан «сорок» оставил «горький вкус». Газета «Daily Mail» назвала Колбэка «самым недооценённым игроком Премьер-лиги» и сравнил его с Солом Кэмпбелл, который в своё время перешёл из «Тоттенхема» в «Арсенал», что вызвало шквал негативной реакции болельщиков «Тоттенхэма», так как «Арсенал» является принципиальным соперником «Тоттенхема».
Колбэк дебютировал в клубе 17 августа в матче против «Манчестер Сити». Провёл на поле полный матч, «сороки» проиграли этот матч со счётом 2:0. Свой первый гол за клуб Колбэк забил 28 декабря в матче против «Эвертона», «сороки» выиграли этот матч со счётом 3:2. Два дня спустя Колбэк забил свой второй гол в ворота «Бернли».

## Международная карьера
Колбэк сыграл один матч за молодёжную сборную Англии до 20 лет, а в частности, товарищеский матч против молодёжной сборной Италии в марте 2009 года, где заменил Марка Олбрайтона на 79-й минуте матча.
28 августа 2014 года Колбэк получил свой первый вызов в национальную сборную Англии для участия в матчах против сборных Норвегии и Швейцарии. Однако, ему пришлось отказаться от участия в связи с травмой икроножной мышцы
.

## Статистика
| Клуб             | Сезон                  | Лига                   | Лига  | Лига | Кубок Англии | Кубок Англии | Кубок лиги | Кубок лиги | Всего | Всего |
| Клуб             | Сезон                  | Дивизион               | Матчи | Голы | Матчи        | Голы         | Матчи      | Голы       | Матчи | Голы  |
| ---------------- | ---------------------- | ---------------------- | ----- | ---- | ------------ | ------------ | ---------- | ---------- | ----- | ----- |
| Сандерленд       | 2008-09                | Премьер-лига           | 0     | 0    | 0            | 0            | 0          | 0          | 0     | 0     |
| Ипсвич Таун      | 2009-10                | Чемпионшип             | 37    | 4    | 2            | 1            | 2          | 0          | 41    | 5     |
| Сандерленд       | 2009-10                | Премьер-лига           | 1     | 0    | 0            | 0            | 0          | 0          | 1     | 0     |
| Ипсвич Таун      | 2010-11                | Чемпионшип             | 13    | 0    | 0            | 0            | 1          | 0          | 14    | 0     |
| Ипсвич Таун      | Всего за «Ипсвич Таун» | Всего за «Ипсвич Таун» | 50    | 4    | 2            | 1            | 3          | 0          | 55    | 5     |
| Сандерленд       | 2010-11                | Премьер-лига           | 11    | 0    | 1            | 0            | 1          | 0          | 13    | 0     |
| Сандерленд       | 2011-12                | Премьер-лига           | 35    | 1    | 4            | 1            | 1          | 0          | 40    | 2     |
| Сандерленд       | 2012-13                | Премьер-лига           | 35    | 0    | 2            | 0            | 3          | 0          | 40    | 0     |
| Сандерленд       | 2013-14                | Премьер-лига           | 32    | 3    | 4            | 0            | 5          | 0          | 41    | 3     |
| Сандерленд       | Всего за «Сандерленд»  | Всего за «Сандерленд»  | 114   | 4    | 11           | 1            | 10         | 0          | 135   | 5     |
| Ньюкасл Юнайтед  | 2014-15                | Премьер-лига           | 35    | 4    | 0            | 0            | 3          | 0          | 38    | 4     |
| Ньюкасл Юнайтед  | 2015-16                | Премьер-лига           | 21    | 0    | 0            | 0            | 1          | 0          | 22    | 0     |
| Ньюкасл Юнайтед  | Всего за «Ньюкасл»     | Всего за «Ньюкасл»     | 56    | 4    | 0            | 0            | 4          | 0          | 60    | 4     |
| Всего за карьеру | Всего за карьеру       | Всего за карьеру       | 220   | 12   | 13           | 2            | 17         | 0          | 251   | 14    |